# Rybničná
Rybničná (německy Teichhausen) je vesnice a část města Bochov v okrese Karlovy Vary v Karlovarském kraji. Nachází se osm kilometrů západně od Bochova. Rybničná je také název katastrálního území o rozloze 2,26 km². Na jih od vesnice se nachází Zámecký rybník.

## Historie
První písemná zmínka o vesnici pochází z roku 1785.

## Obyvatelstvo
Při sčítání lidu v roce 1921 ve vsi žilo 495 obyvatel (z toho 226 mužů), z nichž byli dva Čechoslováci, 492 Němců a jeden cizinec. Kromě jednoho evangelíka, dvou členů církve československé, tří židů a jednoho člověka bez vyznání se hlásili k římskokatolické církvi. Podle sčítání lidu z roku 1930 měla vesnice 478 obyvatel: tři Čechoslováky, 471 Němců a čtyři cizince. S výjimkou tří evangelíků byli římskými katolíky.
|                                                                  | 1869 | 1880 | 1890 | 1900 | 1910 | 1921 | 1930 | 1950 | 1961 | 1970 | 1980 | 1991 | 2001 | 2011 | 2021 |
| ---------------------------------------------------------------- | ---- | ---- | ---- | ---- | ---- | ---- | ---- | ---- | ---- | ---- | ---- | ---- | ---- | ---- | ---- |
| Obyvatelé                                                        | 605  | 507  | 512  | 537  | 584  | 495  | 478  | 173  | 133  | 110  | 67   | 43   | 44   | 66   | 79   |
| Domy                                                             | 78   | 75   | 75   | 79   | 85   | 85   | 93   | 74   | —    | 30   | 21   | 25   | 27   | 32   | 34   |
| Počet domů z roku 1961 je zahrnut v domech místní části Javorná. |      |      |      |      |      |      |      |      |      |      |      |      |      |      |      |

## Obecní správa
Při sčítání lidu v letech 1869–1880 Rybničná byla osadou obce Javorná v okrese Karlovy Vary. V letech 1890–1930 byly samostatnou obcí, se kterým patřila nejprve do okresu Karlovy Vary, ale v letech 1900–1930 v okrese Žlutice. V letech 1950–1975 byla opět častí obce Javorná, se kterým patřila nejprve do okresu Toužim, ale v letech 1961–1975 v okrese Karlovy Vary. Od 1. ledna 1976 je částí města Bochov v okrese Karlovy Vary. V letech 1890–1900 k obci patřily Nové Kounice.

## Pamětihodnosti
- Přírodní památka Viklan severně od vesnice

## Galerie

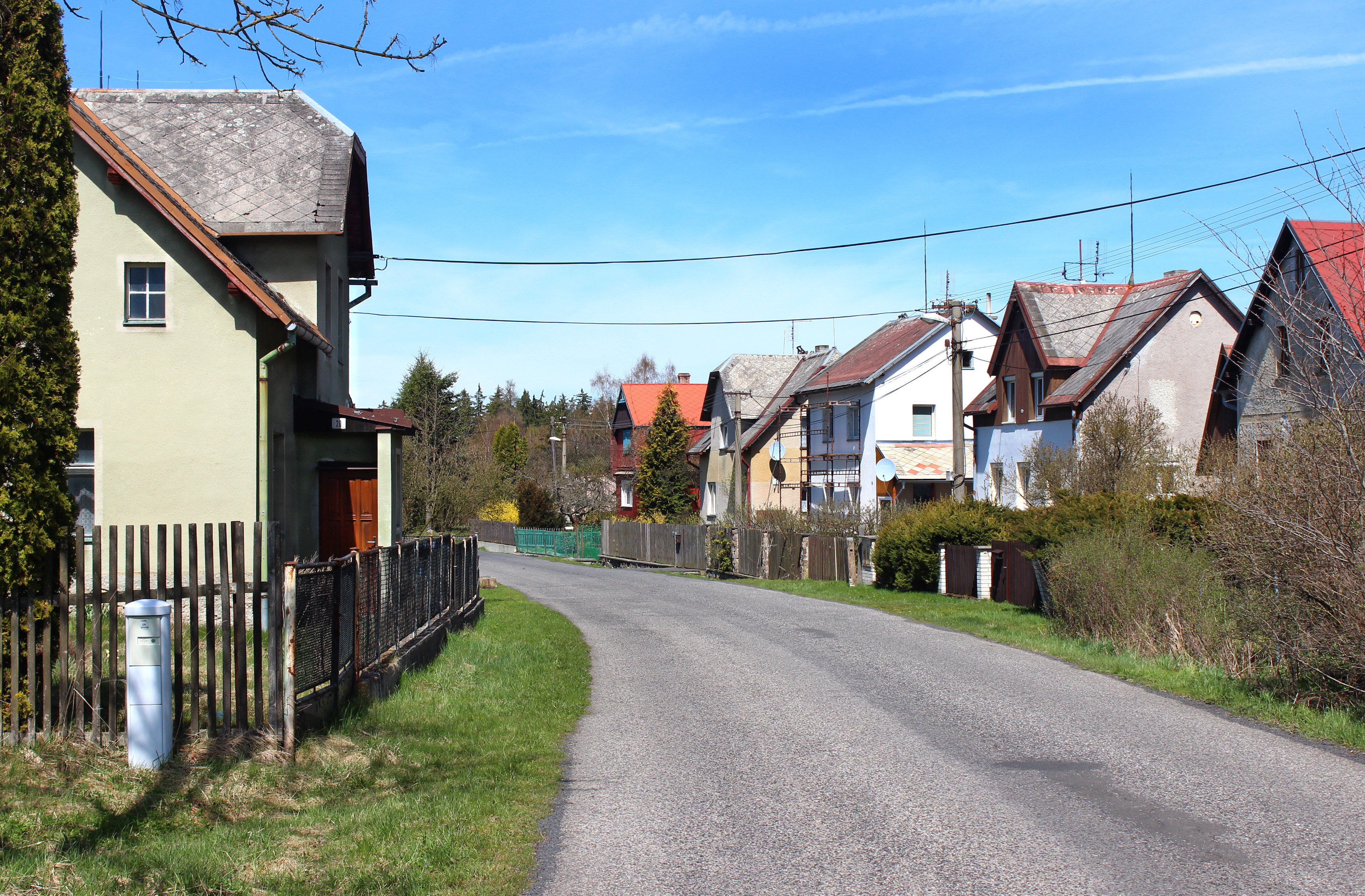
Severní část vesnice
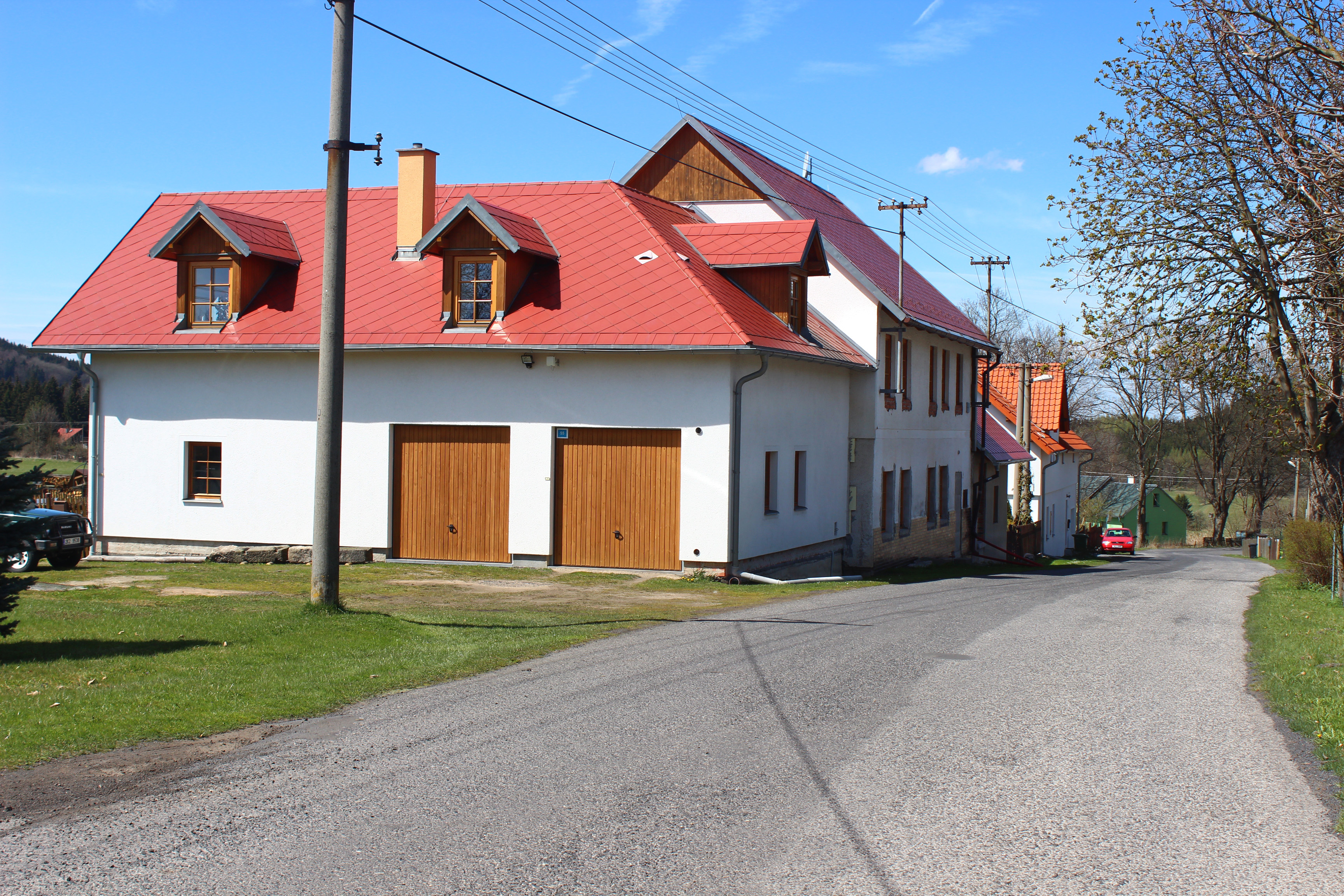
Nová výstavba